# Coupe Poree
Il Coupe Poree è stato un torneo di tennis facente parte del Grand Prix giocato nel 1977 a Parigi in Francia su campi in terra rossa.

## Albo d'oro

### Singolare
| Anno | Vincitore       | Finalista                 | Punteggio     |
| ---- | --------------- | ------------------------- | ------------- |
| 1977 | Guillermo Vilas | Christophe Roger-Vasselin | 6–2, 6–1, 7–6 |

### Doppio
| Anno | Vincitori                                | Finalisti               | Punteggio     |
| ---- | ---------------------------------------- | ----------------------- | ------------- |
| 1977 | Christophe Roger-Vasselin Jacques Thamin | Ilie Năstase Ion Țiriac | 6–2, 4–6, 6–3 |